# Irex Sosnowiec
Irex Sosnowiec - przedsiębiorstwo transportowe z Sosnowca, zajmujące się przewozem osób na liniach komunikacji miejskiej na zlecenie Zarządu Transportu Metropolitalnego, Zarządu Transportu Miejskiego w Lublinie oraz od 1 stycznia 2017 roku na zlecenie Zarządu Komunikacji Miejskiej w Gdyni.
Właścicielem firmy jest Ireneusz Kozieł.

## Obsługiwane linie

### Górnośląsko-Zagłębiowska Metropolia
Irex Sosnowiec będąc w konsorcjum z firmą Meteor obsługuje 16 linii autobusowych na zlecenie ZTM. Są to:
| Linia | Przystanek początkowy                | Przystanek końcowy                            | Miasta                                    |
| ----- | ------------------------------------ | --------------------------------------------- | ----------------------------------------- |
| 22    | Chorzów Batory Pętla                 | Siemianowice Powstańców Pętla                 | Chorzów, Siemianowice Śląskie             |
| 25    | Żychcice Cmentarz                    | Dąbrowa Górnicza Dworzec PKP                  | Wojkowice, Będzin, Dąbrowa Górnicza       |
| 98    | Ruda Śląska Halemba Pętla            | Siemianowice Michałkowice Plac 11 Listopada   | Ruda Śląska, Chorzów Siemianowice Śląskie |
| 102   | Świętochłowice Piaśniki Szkoła Nr. 1 | Świętochłowice Chropaczów Wiślan              | Świętochłowice, Bytom                     |
| 118   | Ruda Śląska Chebzie Węglowa          | Bytom Dworzec                                 | Ruda Śląska, Bytom                        |
| 146   | Ruda Śląska Halemba Pętla            | Bytom Dworzec                                 | Ruda Śląska, Bytom                        |
| 155   | Ruda Śląska Halemba Pętla            | Ruda Śląska Halemba Pętla                     | Ruda Śląska                               |
| 165   | Katowice Osiedle Tysiąclecia Pętla   | Katowice Obroki Elkop                         | Katowice, Chorzów                         |
| 222   | Siemianowice Budowlana Końcowy       | Siemianowice Michałkowice Budryka             | Siemianowice Śląskie, Katowice            |
| 255   | Ruda Śląska Halemba Pętla            | Ruda Śląska Halemba Pętla                     | Ruda Śląska                               |
| 663   | Siemianowice Pszczelnik Park         | Chorzów Batory Pętla                          | Siemianowice Śląskie, Chorzów             |
| 880   | Katowice Andrzeja Dworzec            | Ruda Śląska Bykowina Grzegorzka               | Katowice, Ruda Śląska                     |
| 922   | Chorzów Stary Szyb Prezydent         | Piekary Śląskie Brzeziny Śląskie Skrzyżowanie | Chorzów, Piekary Śląskie                  |
| 954   | Mysłowice Wesoła Kościół             | Mysłowice Kosztowy Szkoła                     | Mysłowice                                 |
| 998   | Chorzów Gwarecka                     | Chorzów Klimzowiec Racławicka                 | Chorzów                                   |

Irex Sosnowiec dodatkowo obsługuje 2 linie autobusowe jako podwykonawca firmy Nowak Transport na zlecenie ZTM:
| Linia | Przystanek początkowy   | Przystanek końcowy             | Miasta                                          |
| ----- | ----------------------- | ------------------------------ | ----------------------------------------------- |
| 78    | Tarnowskie Góry Dworzec | Zbrosławice Miedary Posesja 17 | Tarnowskie Góry, Zbrosławice, Tworóg            |
| 180   | Tarnowskie Góry Dworzec | Wielowieś Centrum Przesiadkowe | Tarnowskie Góry, Zbrosławice, Tworóg, Wielowieś |

### Lublin
Na zlecenie ZTM Lublin obsługuje 3 linie 10 przegubowcami klasy mega Solbusami SM18:
| Linia | Przystanek początkowy | Przystanek końcowy  | Trasa |
| ----- | --------------------- | ------------------- | --- |
| 20    | Herberta              | Dębówka             | Dębówka - Dębówka PKS - Kmieca - Główna - Skowronkowa - Skansen - Warszawska Cerkiew - Gen. Zajączka - Rondo Krwiodawców - Spadochroniarzy - Liceum Staszica - KUL - Ogród Saski - Lipowa Cmentarz - MPWiK - Targi Lublin - Plac Bychawski - Dworzec Gł. PKP / Kunickiego - Dąbrowska - Wyścigowa - Mickiewicza - Świętochowskiego - ZSTK - Budowlana - Ciepłownicza - Herberta |
| 31    | Osiedle Poręba        | Węglarza            | Osiedle Poręba - Perłowa - Bociania - Szmaragdowa - Fantastyczna - Sympatyczna - Rzeckiego - ZUS - Piastowska - UMCS - KUL - Krakowskie Przedmieście - Plac Litewski - Dworzec Gł. PKS - Plac Singera - Walecznych - Unicka - Morzyckiej - Olimp - Związkowa - Węglarza |
| 39    | Lipniak               | Mełgiewska Chłodnia | Lipniak - Polfa - Wojciechowska Zespół Szkół - Wojciechowska - Krasińskiego - Zana LECLERC - Jana Sawy - ZUS - Rzeckiego - Sympatyczna - Fantastyczna - Osiedle Górki - Osiedle Skarpa - Pozytywistów - Politechnika - Muzyczna - Mościckiego - Plac Wolności - Brama Krakowska - Dworzec Gł. PKS - Plac Singera - Krzemieniecka - Rondo Berbeckiego - Kleeberga - Kalinowszczyna - Montażowa - Mełgiewska WSEI - Outlet Center - Tokarska - Tyszowiecka - Kasprowicza - Mełgiewska Chłodnia |

### Gdynia
Na zlecenie ZKM Gdynia obsługuje 3 linie, ośmioma pojazdami 12 metrowymi (Solaris Urbino 12, Man NL222) oraz dwoma przegubowcami.

## Tabor
Obecnie firma posiada następujący tabor:
| Typ autobusu                                         | przewóz osób na wózkach                              | Liczba egzemplarzy | Rok Produkcji |
| ---------------------------------------------------- | ---------------------------------------------------- | ------------------ | ------------- |
| BMC MidiLux C                                        |                                                      | 1                  | 2009          |
| Bogdan A501                                          | przewóz osób na wózkach                              | 1                  | 2009          |
| Bogdan A601                                          | przewóz osób na wózkach                              | 1                  | 2009          |
| Jelcz 120M/3                                         |                                                      | 2                  | 2002          |
| Jelcz M121                                           | przewóz osób na wózkach                              | 4                  | 2001          |
| Jelcz M181MB                                         | przewóz osób na wózkach                              | 2                  | 1996          |
| MAN 14.220 Berkhof Junior                            | przewóz osób na wózkach                              | 5                  | 2001          |
| Gräf & Stift NL202                                   | przewóz osób na wózkach                              | 2                  | 1995          |
| MAN NL 313-15                                        | przewóz osób na wózkach                              | 4                  | 2002          |
| Man NL 202                                           |                                                      | 1                  | 1996          |
| MAN NG 272                                           | przewóz osób na wózkach                              | 1                  | 1992-1993     |
| MAN NG 312                                           | przewóz osób na wózkach                              | 12                 | 1998          |
| MAN NG 313                                           | przewóz osób na wózkach                              | 1                  | 1999          |
| MAN NL 222                                           | przewóz osób na wózkach                              | 47                 | 1995          |
| MAN NL xx2                                           | przewóz osób na wózkach                              | 3                  | 1995          |
| MAN NM 222                                           | przewóz osób na wózkach                              | 1                  | 1996          |
| JELCZ M125M                                          |                                                      | 1                  | 1998          |
| MAN NL313-15                                         |                                                      | 2                  | 2003          |
| MAZ 103                                              | przewóz osób na wózkach                              | 23                 | 2005          |
| MAZ 107                                              | przewóz osób na wózkach                              | 5                  | 2015          |
| MAZ 203                                              | przewóz osób na wózkach                              | 14                 | 2013          |
| Mercedes Conecto LF                                  | przewóz osób na wózkach                              | 4                  | 2009          |
| Mercedes O530                                        | przewóz osób na wózkach                              | 3                  | 2000          |
| Irisbus Agora 12M                                    | przewóz osób na wózkach                              | 1                  | 2009          |
| Neoplan N4011                                        | przewóz osób na wózkach                              | 1                  | 1994          |
| Neoplan N4516                                        | przewóz osób na wózkach                              | 1                  | 2003          |
| Irisbus Crossway Low Entry                           | przewóz osób na wózkach                              | 7                  | 2009          |
| Iveco Crossway 10.8LE                                | przewóz osób na wózkach                              | 5                  | 2014          |
| Renault S45RX                                        |                                                      | 1                  | 1988          |
| SETRA S215HR                                         |                                                      | 1                  | 1989          |
| Solaris Urbino 12                                    | przewóz osób na wózkach                              | 42                 | 2002          |
| Solaris Urbino 15                                    | przewóz osób na wózkach                              | 12                 | 2000          |
| Solaris Urbino 18                                    | przewóz osób na wózkach                              | 18                 | 2015          |
| SOR BNG12                                            | przewóz osób na wózkach                              | 2                  | 2016          |
| SOR C9,5                                             | przewóz osób na wózkach                              | 1                  | 2016          |
| Volvo B10BLE                                         | przewóz osób na wózkach                              | 3                  | 1998          |
| Volvo B10BLE 6x2                                     | przewóz osób na wózkach                              | 2                  | 1999          |
| Volvo 7700                                           | przewóz osób na wózkach                              | 1                  | 2007          |
| Wszystkie pojazdy                                    | Wszystkie pojazdy                                    | 237                |               |
| Udział autobusów niskopodłogowych i niskowejściowych | Udział autobusów niskopodłogowych i niskowejściowych | 95%                |               |